# Jan Wieczorkowski
Jan Wieczorkowski (ur. 24 lutego 1972 w Rabce-Zdroju) – polski aktor teatralny i filmowy.

## Życiorys
Urodził się i dorastał w Rabce-Zdroju jako syn Marii Wieczorkowskiej i Jana Andrzeja Wieczorkowskiego, byłego burmistrza Rabki-Zdroju. Ma młodszą o 10 lat siostrę, Alicję. Jego rodzice dorastali w epoce dzieci kwiatów; ojciec słuchał jazzu, a matka malowała obrazy. W młodości uprawiał narciarstwo alpejskie. 
Uczęszczał do I Liceum Ogólnokształcącego im. Eugeniusza Romera w Rabce-Zdroju. W 1997 ukończył studia na Akademii Teatralnej im. Aleksandra Zelwerowicza w Warszawie.
Filmem zainteresował się po obejrzeniu filmu Roberta Zemeckisa Powrót do przyszłości. W okresie licealnym nakręcił thriller Świadkowie. Zadebiutował na kinowym ekranie jako Jan w młodości w dramacie psychologicznym Andrzeja Barańskiego Dzień wielkiej ryby (1996). Następnie zagrał studenta w dramacie erotycznym Andrzeja Żuławskiego Szamanka (1996) według scenariusza Manueli Gretkowskiej. Pojawił się jako policjant przywożący bosmana w jednym z odcinków serialu Ekstradycja (1996).
Uwagę masowej publiczności zwrócił na siebie rolą Michała Chojnickiego w telenoweli Klan (1997–2004). W 1997 otrzymał nagrodę za rolę tytułową w przedstawieniu Joko świętuje rocznicę w reż. Piotra Cieślaka, debiutanckiej sztuce Rolanda Topora, na II Festiwalu Przedstawień Szkół Teatralnych w Łodzi. W 1999 grał rolę Roberta w farsie Klan wdów Ginette Beauvais-Garcin i Marie Chevalier w reż. Romualda Szejda w Teatrze Sceny Prezentacje w Warszawie. W latach 2001–2002 występował w Teatrze Ochoty w Warszawie.

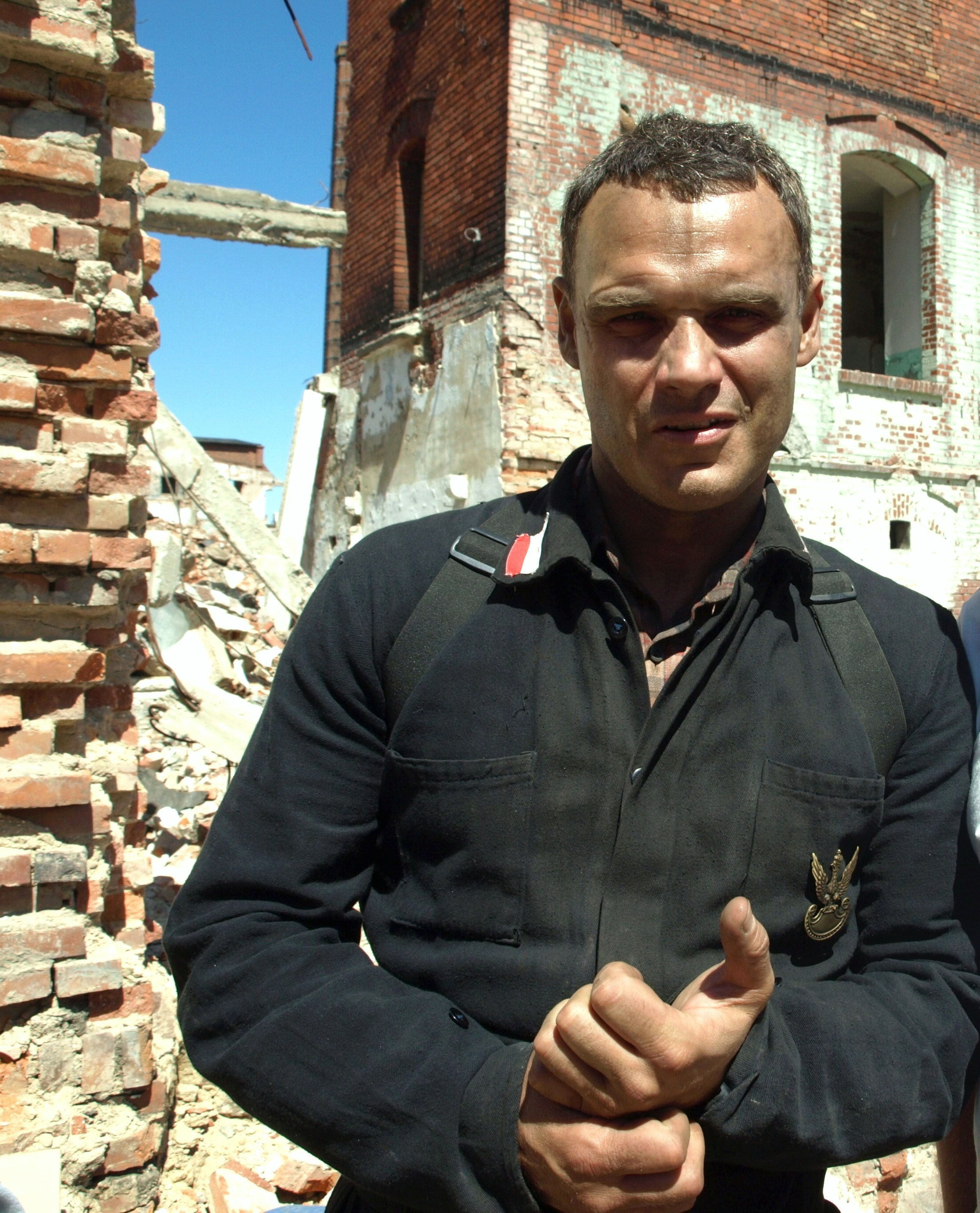
Wieczorkowski na planie serialu Czas honoru.

Na kinowym ekranie można go było oglądać w komedii Jacka Bromskiego U Pana Boga za piecem (1998) i jej kontynuacji, U Pana Boga za miedzą (2009), a później także w dramacie sensacyjnym Enduro Bojz (2000), komedii romantycznej Milczenie jest złotem (2010), komedii Macieja Pisarka Dżej Dżej (2014) i dramacie Michała Szczerbica Sprawiedliwy (2015). Telewidzom stał się znany dzięki serialowym rolom: Irka Zięby w Pokoju 107 (1997), policjanta  „Młodego” w Fali zbrodni (2004-2008), Czarka w Heli w opałach (2006–2007), Jacka Mrozowskiego w M jak miłość (2016–2018), kardiologa Marka Rogalskeigo w Na dobre i na złe (2017) i Władka Konarskiego w Czasie honoru (2008–2014). W 2009 wystąpił w teleturnieju Fort Boyard. 
W brytyjskim dramacie wojennym Dywizjon 303. Historia prawdziwa (2018) zagrał pilota Ludwika Witolda Paszkiewicza. W historycznym serialu historycznym Korona królów (2018) wcielił się w postać Władysława Garbatego, księcia łęczyckiego. W 2019 został zaangażowany do głównej roli Stanisława Winnego w serialu historycznym Stulecie Winnych. W 2022 wcielał się w główną rolę Tomasza Wilka w serialu Bunt!. 
W Teatrze Kamienica wystąpił w Czarnej komedii (2018) Petera Shaffera w reż. Tomasza Sapryka jako Harold oraz Blefie (2019) Andrew Payne’a w reż. Marcina Perchucia jako Stanisław.

## Życie prywatne
Był związany z aktorką Sylwią Gliwą oraz Moniką Brodką. Jest żonaty z Urszulą Karczmarczyk. Mają dwóch synów, Jana (ur. 2009) i Wincentego (ur. 2014).

## Filmografia
- 1993: Pomyłka – obsada aktorska

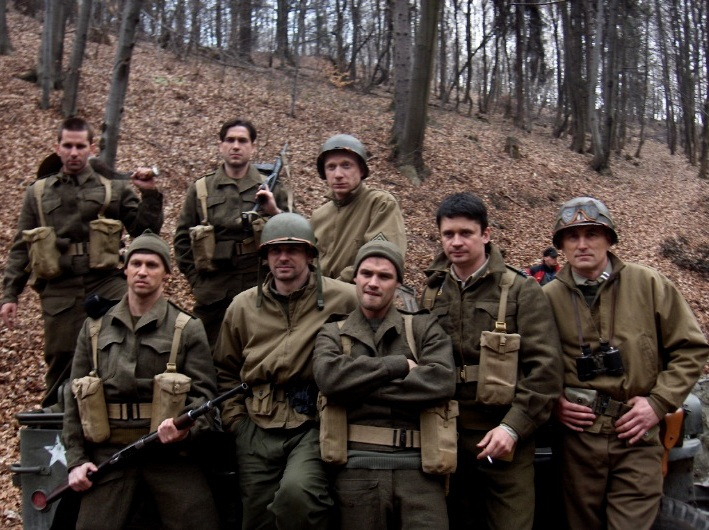
Zdjęcie z planu serialu Tajemnica twierdzy szyfrów (2006); od lewej – górny rząd: Marcin Bosak (Raider), Marcin Dorociński (Afgan), Arkadiusz Janiczek (sierżant); od lewej – dolny rząd: Robert Wrzosek (Nigel Wood), Paweł Deląg (komandor Howard Compaigne), Jan Wieczorkowski (Hamlet), Piotr Grabowski (major Andrzej Czerny), Andrzej Szczytko (kapitan Thomas Gregg).

- 1995: Hernani (spektakl telewizyjny) – sprzysiężony
- 1996: Szamanka – student na ulicy
- 1996: Ekstradycja – policjant przywożący bosmana (odc. 1)
- 1996: Dzień wielkiej ryby – Jan w młodości
- 1996: Dom – student przemawiający pod pomnikiem Mickiewicza (odc. 13)
- 1996: Bajka o Jaśku i diable (spektakl telewizyjny) – Psiarczyk
- 1997: Wszystko gra! (spektakl telewizyjny) – Rafał
- 1997: Sława i chwała – żołnierz w oknie wagonu kolejowego (odc. 6)
- 1997: Pokój 107 – student Irek Zięba (odc. 1 – 13)
- 1997: Musisz żyć – Marcin, kolega Jacka ze szkoły
- 1997: Czary motyla (spektakl telewizyjny) – Karaczanek
- 1997: Biała Dama (spektakl telewizyjny) – Quico
- 1997–2004: Klan – Michał Chojnicki (odc. 1–854)
- 1998: U Pana Boga za piecem – Witek Naliwajko
- 1998: Matki, żony i kochanki – Kamil, syn Elżbiety Kajzer
- 1998: Balkis (spektakl telewizyjny) – głosy wiatrów, węży i wichrów
- 1999: Córy szczęścia – brat i opiekun Soni na stadionie
- 2000: To ja, złodziej – Janek, mechanik w warsztacie Wyszkocza
- 2000: Pierwszy milion – Pistol
- 2000: Kisvilma. Az utolso naplo – Miguel Santiago
- 2000: Enduro Bojz – Kuba
- 2002: Klan – Michał Chojnicki (odcinek specjalny)
- 2003: Nie pal – mężczyzna
- 2003: Cyrano – robotnik
- 2004: Tylko jedna noc – Cykor
- 2004: Pensjonat pod Różą – Tomek (odc. 35)
- 2004: Niedosyt – Kuba
- 2004–2008: Fala zbrodni – Witold „Młody” Nawrocki (odc. 15-103)
- 2005: Zakręcone – reżyser (odc. 5)
- 2005: Siedem grzechów popcooltury – Rafi
- 2005: Oficer – BOR-owik Ratyńskiego (odc. 7–13)
- 2005: Molly's way – Marcin
- 2005: 1409. Afera na zamku Bartenstein – brat Otton
- 2006: Królowie śródmieścia – Paweł (odc. 1–13)
- 2006–2007: Hela w opałach – Czarek (odc. 1–3, 5–6, 8, 10, 14, 22, 25, 29, 38–40)
- 2007: U Pana Boga w ogródku – Witek Naliwajko
- 2007: U Pana Boga w ogródku (serial telewizyjny) – Witek Naliwajko (odc. 1–3, 5–8)
- 2007: Twarzą w twarz – Adam Knapp (odc. 1-4)
- 2007: Tajemnica twierdzy szyfrów – Hamlet
- 2007: Niania – Damian (odc. 71)
- 2007: Determinator – ksiądz Radek Strumiłło
- 2008: Pora mroku – Adam
- 2008: Ojciec Mateusz – Paszyński (odc. 11)
- 2008: Demakijaż – Majkel (odc. pt. Non stop kolor)
- 2008–2014: Czas honoru – Władek Konarski (odc. 1-78)
- 2008–2009: Teraz albo nigdy! – Marcin Kreng
- 2009: U Pana Boga za miedzą – Witek Naliwajko
- 2009: U Pana Boga w ogródku (serial telewizyjny) – Witek Naliwajko
- 2009: Rajskie klimaty – Marcin Wierzbicki, doradca inwestycyjny w firmie Marty
- 2009: Operacja reszka (spektakl telewizyjny) – Piotr Jegliński
- 2009: Nigdy nie mów nigdy – Marek Bek
- 2010: Nowa – Bartosz Bielecki (odc. 12)
- 2010: Milczenie jest złotem – Piotr Strykowski
- 2010: Hotel 52 – Mateusz Bień (odc. 9–18)
- 2011: Rezydencja – Marek Podhorecki
- 2012: Szpilki na Giewoncie – Mateusz Rybicki (odc. 40–52)
- 2012: Prawo Agaty – Tomasz Zaryski (odc. 13)
- 2012–2017: Na dobre i na złe – kardiolog Marek Rogalski
- 2013: Piąty Stadion – kibic (odc. pt. 15 października 2013)
- 2013: Przepis na życie – Marek Rajtek (odc. 55–56, 58, 61, 64–65)
- 2013: 2XL – Adam Mirski (odc. 8–11, 13)
- 2014: Warsaw by Night – Marek, mąż Oli (epizod Iga)
- 2014: Vykort fran absurditetens republik – tata w reklamie PRL
- 2014: The bartender – Jacob
- 2014: Dżej Dżej – Jan Śledziewski
- 2015: Świat według Kiepskich – Kamil (odc. 466)
- 2015: Sprawiedliwy – Jan, mąż Anastazji
- 2015: Rodzinka.pl – mężczyzna (odc. 164)
- 2015–2017: O mnie się nie martw – Łukasz Drzewiecki dawniej Michał Chorodyński
- 2016: Ojciec Mateusz – Piotr Borkowski (odc. 210)
- 2016–2018: M jak miłość – Jacek Mrozowski
- 2016: Druga szansa – Modest Grzywacz, prezes Top Recordings (odc. 7–13, sezon II)
- 2016: Bodo – Marcel Nowakowski, współwięzień Boda w Ufie (odc. 13)
- 2017: Wojna – Moja miłość (spektakl telewizyjny) – Dennis
- 2017: Na układy nie ma rady – Stefan, brat Renaty
- 2017: Miasto skarbów – inspektor Wroński z Komendy Głównej Policji (odc. 5)
- 2018–2020: Przyjaciółki – Adam, mąż Wiki
- 2018: Leśniczówka – Janusz Kutera (odc. 8, 37, 52–55, 59, 64–65, 75)
- 2018: Dywizjon 303. Historia prawdziwa – Ludwik Witold Paszkiewicz
- 2018: Korona królów – Władysław Garbaty, książę łęczycki (odc. 4, 6–8, 10–12, 14, 16, 47–49)
- 2019–2022: Stulecie Winnych – Stanisław Winny
- 2019: Za marzenia – Robert
- 2019–2020: Pierwsza miłość – Łukasz Magnus
- 2020: Archiwista – Karol Rawski (odc. 8)
- 2022: Bunt! – Tomasz Wilk[5]
- 2022: Plan lekcji – Leszek Zamojski
- 2023: Lipowo. Zmowa milczenia[10] – Michał Nowakowski
- 2023: Wieczór kawalerski – Wolf
- 2024: Barwy szczęścia – Karol
- 2025: Zatoka szpiegów – Janusz Redliński

## Polski dubbing
- 2002: Pinokio − Lucignolo
- 2008: Speed Racer − Rex